# Беркович, Анатолий Александрович
Анатолий Александрович Беркович (англ. Anatoly Berkovich; 3 декабря 1938, Прилуки, Украинская ССР — 7 октября 2013, Санта-Моника, Калифорния)— советский и российский оперный певец, солист Челябинского государственного академического театра оперы и балета, заслуженный артист России (1995).

## Биография
Анатолий Беркович родился 3 декабря 1938 года в городе Прилуки (Украинской ССР). С 1954 участвовал в заводской художественной самодеятельности, был руководителем Зеленодольского школьного хора (1965). В 1969 году окончил вокальный факультет Казанской консерватории (класс В. А. Лазько). Был солистом Казанского оперного театра (1969—1972), Кемеровской филармонии (1972—1973), Челябинского государственного академического театра оперы и балета имени М. И. Глинки (1973—1999). За годы работы в Челябинском государственном академическом театре оперы и балета имени М. И. Глинки спел ок. 30 партий. Концертный репертуар составляли романсы, песни разных народов. В 1999 году эмигрировал в США.

## Награды
- Заслуженный артист России (1995).

## Работы в театре
- «Евгений Онегин» П. Чайковский — Онегин
- «Пиковая дама» П. Чайковский — Елецкий
- «Севильский цирюльник» Дж. Россини — Фигаро
- «Бал Маскарад» Дж. Верди - "Ренато"
- «Трубадур» Дж. Верди - "Ди Луна"
- «Травиата» Дж. Верди - "Жорж Жермон"
- «Свадьба Фигаро» В.-А. Моцарт — Фигаро
- «Богема» Дж. Пуччини — Марсель, Шонар
- «Тоска» Дж. Пуччини — барон Скарпиа, шеф полиции Рима
- «Царская Невеста» Н. Римский-Корсаков — Григорий Грязной
- «Снегурочка» Н. Римский-Корсаков — Мизгирь
- «Риголетто» Дж. Верди — Риголетто
- «Любовный напиток» Г. Доницетти — Белькоре
- «Летучая мышь» И. Штраус —  Фальк